# Мемориальная часовня (Тимковичи)
Мемориальная часовня — православная часовня, расположенная в центре агрогородка Тимковичи Копыльского района Минской области.

## История

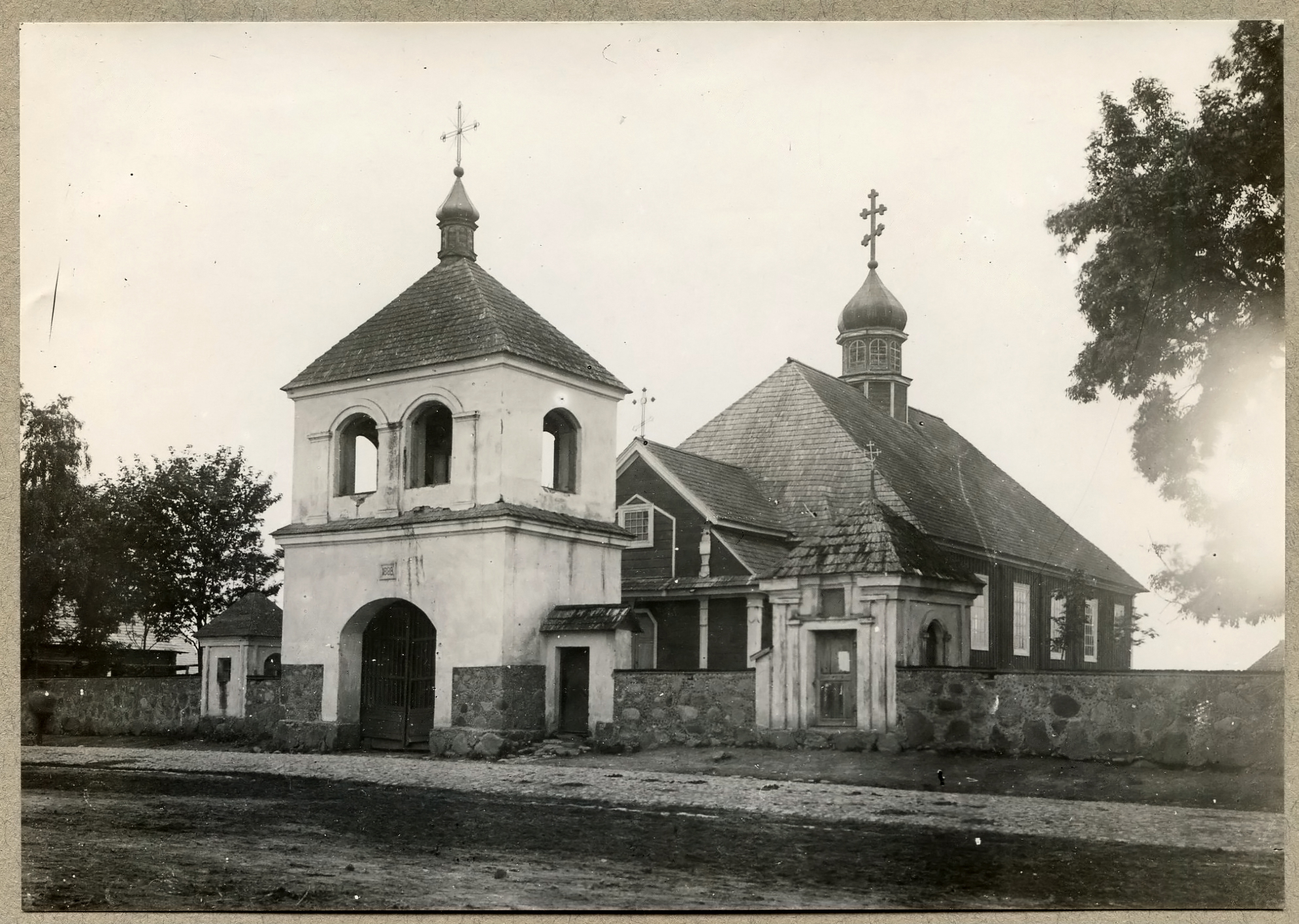
Часовня и надвратная колокольня старинной Никольской церкви в Тимковичах, 1917 год

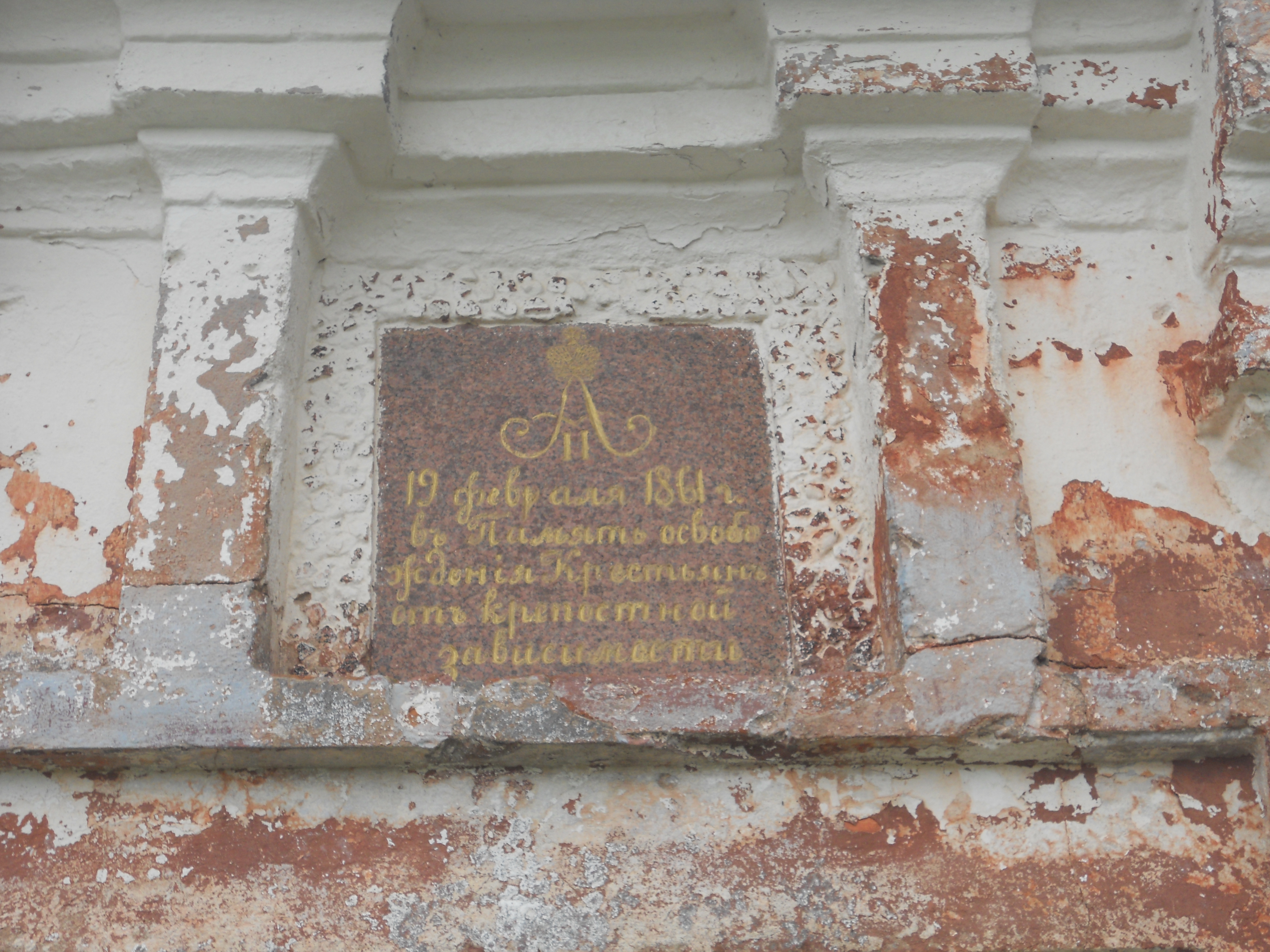
Мемориальная доска на часовни

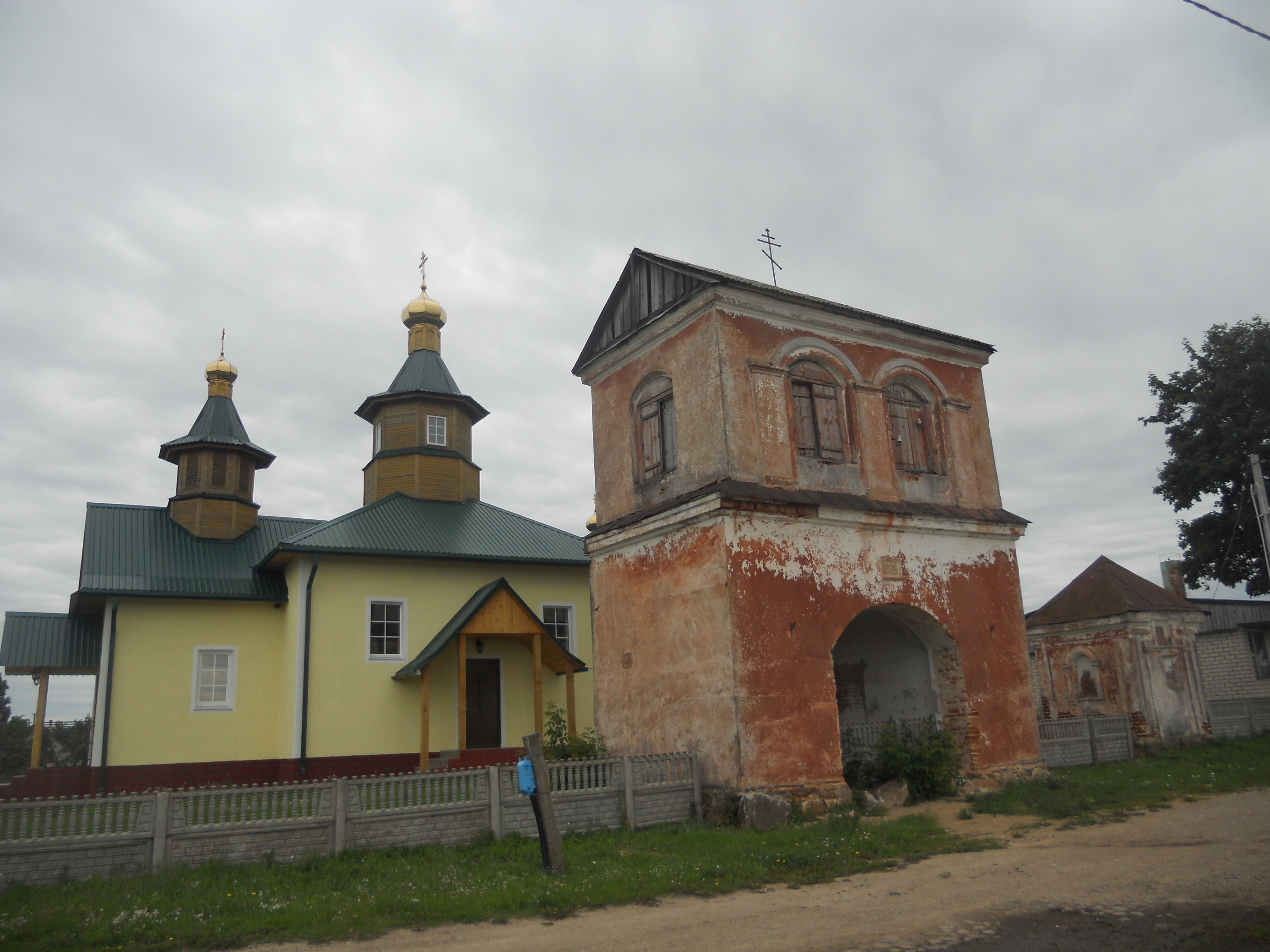
Часовня и надвратная колокольня нового Никольского храма в Тимковичах, 2017 год

Часовня построена во второй половине XIX века из кирпича в память об отмене крепостного права. Над главным входом установлена мемориальная доска об этом событии.
После 2017 года фасады часовни и надвратной колокольни отремонтированы.

## Архитектура
Памятник неоклассической архитектуры. Решается центральным кубическим объёмом под шатровой крышей из гонта. Главный фасад выделяется в центре прямоугольным входом, обрамленным пилястрами. Оштукатуренные стены пронизаны арочными оконными проемами в широких молдингах в виде архивольта, перекинутого между двумя пилястрами, разделенного лопатками и опоясанного профилированным карнизом. Зал перекрыт цилиндрическим сводом, в алтарной стене сделана ниша.

## Надвратная колокольня
Рядом с часовней построена надвратная колокольня из кирпича под двускатной крышей. Колокольня (второй ярус) отделена от ворот (первый ярус) отливом из гонта на профилированном карнизе. Верхний ярус-колокольня пронизан со всех сторон арочными проемами, обрамлен лопастями по бокам и объединен на фронтальном фасаде стрелами.